# Episodi de L'amica geniale (quarta stagione)
La quarta e ultima stagione della serie televisiva L'amica geniale (My Brilliant Friend in inglese), sottotitolata Storia della bambina perduta (Story of the Lost Child in inglese)  come l'omonimo romanzo da cui è tratta e composta da dieci episodi, è stata trasmessa in prima visione assoluta negli Stati Uniti d'America sul canale via cavo HBO dal 9 settembre all'11 novembre 2024, in lingua originale sottotitolata in inglese.
In Italia, la stagione è stata trasmessa su Rai 1 dall'11 novembre al 9 dicembre 2024, in lingua originale sottotitolata in italiano (solo per le parti in napoletano).
Il cast principale di questa stagione è formato da Alba Rohrwacher (che narra anche le vicende), Irene Maiorino, Fabrizio Gifuni, Anna Rita Vitolo, Pier Giorgio Bellocchio, Daria Deflorian, Vittoria Cozza, Fatima Credendino, Stefano Dionisi, Sonia Bergamasco, Lino Musella, Luca Gallone, Pio Stellaccio, Claudia Tranchese, Renato De Simone, Valentina Acca, Salvatore Striano, Edoardo Pesce, Ludovica Rita Di Meglio, Adriana Trotta, Giorgia Gargano, Eduardo Scarpetta, Elisabetta De Palo.
| nº | Titolo originale | Titolo inglese    | Prima TV USA      | Prima TV Italia  |
| -- | ---------------- | ----------------- | ----------------- | ---------------- |
| 1  | La separazione   | The Separation    | 9 settembre 2024  | 11 novembre 2024 |
| 2  | La dispersione   | Dispersion        | 16 settembre 2024 | 11 novembre 2024 |
| 3  | I compromessi    | Compromises       | 23 settembre 2024 | 18 novembre 2024 |
| 4  | Terremoto        | Earthquake        | 30 settembre 2024 | 18 novembre 2024 |
| 5  | La frattura      | The Break         | 7 ottobre 2024    | 25 novembre 2024 |
| 6  | L'imbroglio      | The Cheat         | 14 ottobre 2024   | 25 novembre 2024 |
| 7  | Il ritorno       | The Return        | 21 ottobre 2024   | 2 dicembre 2024  |
| 8  | L'indagine       | The Investigation | 28 ottobre 2024   | 2 dicembre 2024  |
| 9  | La scomparsa     | The Disappearance | 4 novembre 2024   | 9 dicembre 2024  |
| 10 | La restituzione  | The Restitution   | 11 novembre 2024  | 9 dicembre 2024  |

## La separazione
- Titolo inglese: The Separation
- Diretto da: Laura Bispuri
- Scritto da: Elena Ferrante, Francesco Piccolo, Laura Paolucci e Saverio Costanzo

### Trama
Fine Anni Settanta. Sono trascorsi alcuni mesi da quando Elena ha lasciato il marito Pietro per vivere la sua storia con Nino. I due stanno stabilmente insieme, ma lui si comporta ambiguamente: durante un soggiorno a Parigi per la presentazione del suo libro, Elena lo sente parlare al telefono con la moglie Eleonora, ma Nino nega tutto e lei, accecata dalla passione, gli crede. La donna sente una profonda nostalgia per le figlie Dede ed Elsa: tornata a Firenze per Natale, scopre che le bambine sono a Torino dai nonni paterni. Furiosa, Elena si confronta per l'ennesima volta con Pietro e successivamente ha un violento litigio anche con la madre Immacolata, con cui viene alle mani. A Milano ha un'altra presentazione del libro, dove incontra la cognata Maria Rosa e il vecchio amico ed ex fidanzato dei tempi dell'università di Pisa, Franco, nonché Silvia con suo figlio Mirko, avuto con Nino. Dopo un ennesimo weekend di passione a Napoli, Elena si reca in ospedale a Firenze a trovare Pietro, aggredito da dei militanti fascisti: qui finalmente rivede le figlie che la trattano, in particolar modo Dede, freddamente e soprattutto si rende conto di come obbediscano ciecamente alla nonna paterna. Resasi conto che Adele sta plagiando le bambine, per loro amore le segue a Torino dai suoceri, che la trattano con astio e sufficienza. Ancora una volta a Napoli, Elena medita di trasferirvisi definitivamente con le bambine. Nino le confessa di aver parlato con Lila, che la donna evita scientemente da anni. Elena accetta di prendere un caffè con Carmela Peluso, che le chiede di domandare alla professoressa Galiani notizie del fratello Pasquale. Improvvisamente arriva Lila, che era d'accordo con Carmela: dopo tanto tempo le due amiche si rincontrano. La giovane rivela a Elena di aver fatto spiare Nino da Antonio e di aver scoperto che l'uomo non ha lasciato Eleonora, che i due vivono ancora assieme e che lui ha avuto un'importante proposta di lavoro dal suocero.
- Apparizione speciale: Gaia Girace (Lila Cerullo da giovane).
- Altri interpreti: Aldo Boschetto (Mirko Sarratore), Alice Cupri (donna all'hotel di Montpellier), Lucia D'Ambra (Carmen Peluso), Antonella Enrietto (donna brizzolata alla libreria), Gianluca Feliziani (studente 1), Lorenzo Freglio (studente 2), Adalgisa Manfrida (Doriana), Alice Piano (Silvia), Massimo Pica (professore 1), Lorena Ranieri (professoressa), Edoardo Rossi (professore 2), Lucrezia Gaia Rinaldi (ragazza madre alla libreria), Nicolas Sacrez (portiere all'hotel di Montpellier), Ester Magdalena Timis (bambina alla libreria), Gabriele Vacis (Guido Airota).
- Ascolti Italia: telespettatori 3 968 000 – share 20,20%[3]

## La dispersione
- Titolo inglese: Dispersion
- Diretto da: Laura Bispuri
- Scritto da: Elena Ferrante, Francesco Piccolo, Laura Paolucci e Saverio Costanzo

### Trama
Elena, dopo aver lasciato Nino e dopo un duro confronto con Adele, si trasferisce a Milano con le figlie, dove alloggiano nella casa, sempre aperta a tutti, di Maria Rosa insieme a Franco. Nino continua insistentemente a cercare di riallacciare un rapporto con lei, che lo respinge finché non si presenta sotto casa sua a Milano: le dice che la ama e che vuole che lei torni a Napoli con le sue figlie per vivere con lui, ma che non può lasciare la moglie perché minaccia di suicidarsi e inoltre è incinta di sette mesi. La notizia sconvolge Elena, che ha una crisi di pianto e supplica Franco di cacciare Nino, ma questi crede nella buona fede di Sarratore. Pochi giorni dopo lo stesso Franco, in preda a una forte depressione, si suicida tagliandosi le vene nella sua stanza. Andando contro sé stessa e pur soffrendo profondamente, Elena finisce per perdonare Nino e assecondarlo, prendendo con lui un appartamento a Napoli e trasferendosi lì con Dede ed Elsa. Alla decisione contribuisce anche il fatto che la donna non si senta più la benvenuta da Maria Rosa, che l'ha sempre trattata come una sorella ma dopo la morte di Franco ha iniziato a essere intollerante nei confronti suoi e delle bambine. Nel frattempo Eleonora, la moglie di Nino, partorisce una figlia, Lidia, senza sapere che il marito ha ripreso ad avere una doppia vita con Elena. Alla fine, quest'ultima decide di tornare a far visita al rione portando con sé le figlie.
- Altri interpreti: Aldo Boschetto (Mirko Sarratore), Bexzbec Gambini Floris (Tania), Gabriele Graham Gasco (poliziotto 1), Mauro Parrinello (poliziotto 2), Alice Piano (Silvia), Silvia Pietta (amica di Maria Rosa).
- Ascolti Italia: telespettatori 3 332 000 – share 22,60%[3]

## I compromessi
- Titolo inglese: Compromises
- Diretto da: Laura Bispuri
- Scritto da: Elena Ferrante, Francesco Piccolo, Laura Paolucci e Saverio Costanzo

### Trama
Elena vive oramai a Napoli e si reca spesso nel suo rione natìo dove, nonostante l'iniziale freddezza e scontrosità della madre Immacolata, si riconcilia con quest'ultima, che è felice di poter vedere più spesso le nipoti. La donna ha dei gravi problemi di salute (che si scoprirà essere un tumore ai polmoni, evidenziato dal fatto che tossisce continuamente) e confessa alla primogenita che è sempre stata la sua prediletta, che da lei si aspettava grandi cose e di avere trascurato e "venduto" gli altri figli ai Solara, inclusa Elisa, che ha appena avuto un figlio maschio da Marcello, pur non essendo nemmeno sposati. Per impegni lavorativi Nino ed Elena si recano a New York, dove rimangono alcune settimane, e la donna ne approfitta per riallacciare i rapporti con Lila, che continuava a evitare, lasciandole le bambine in custodia. Al rientro, le due si confessano di essere incinte, una di Nino e l'altra di Enzo, ma Lila mette in guardia Elena sul fatto che la gravidanza sarà la prova del nove per capire chi tra lei ed Eleonora sia l'effettiva priorità di Sarratore. Lo stato interessante la spinge a essere più esigente nel rapporto con il sempre sfuggente Nino: un giorno lo incontra per strada con moglie e figli e fa notare provocatoriamente a Eleonora di essere incinta. Per smorzare la tensione e dimostrarle quanto è importante per lui, l'uomo porta a pranzo Elena dai suoi genitori, dove la donna rincontra Donato e si biasima per avergli ceduto la propria illibatezza durante il soggiorno a Ischia, soprattutto perché egli, dal canto suo, dimostra di essere ancora il deplorevole molestatore che è sempre stato.
- Altri interpreti: Valeria Bello (Eleonora), Antonio Buonanno (Fernando Cerullo), Renato Bisogni (Pino Sarratore), Claudio Cacciaglia (Gianni Greco), Pino Calabrese (primario), Emanuela Caruso (Marisa Sarratore), Francesco Ferrante (Gennaro Carracci), Vittoria Giglio (figlia Marisa), Francesca Matrone (Clelia Sarratore), Giorgio Pinto (Stefano Carracci), Andrea Pollice (Albertino Sarratore), Lucio Provenza (Peppe Greco), Fabrizia Sacchi (Lidia Sarratore), Adriano Schisano (Ciro Sarratore), Giovanni Testa (figlio Marisa), Emanuele Valenti (Donato Sarratore).
- Ascolti Italia: telespettatori 3 612 000 – share 18,80%[4]

## Terremoto
- Titolo inglese: Earthquake
- Diretto da: Laura Bispuri
- Scritto da: Elena Ferrante, Francesco Piccolo, Laura Paolucci e Saverio Costanzo

### Trama
Elena rincontra tanti amici di infanzia, fra i quali Alfonso e Antonio, e tutti quanti hanno una grande considerazione per Lila, che ha aperto un'azienda nel ramo informatico chiamata Basic Sight cercando di dare lavoro a chi ne avesse bisogno ed è l'unica a opporsi al potere dei Solara, i quali hanno introdotto la droga nel rione che ha già creato molti dipendenti, tra cui Rino, il fratello della giovane. Gigliola, ex moglie di Michele, confessa alle due che il marito è sempre stato ossessionato da Lila, e di come sia uscito pazzo ogni qualvolta quest'ultima sia riuscita a raggiungere i suoi obiettivi senza di egli, incluso sposarsi e avere figli con uomini che non fossero lui. Turbata, Elena si chiede cosa sappia l'amica su Nino, Michele e Alfonso (notevolmente effemminato) che non le vuole dire. Una domenica, essendo da sole, decidono di trascorrere insieme la giornata e vengono colte di sorpresa da una violenta scossa di terremoto. Terrorizzata, Elena cerca di portare Lila in strada, ma la giovane ha un episodio dissociativo simile a quello, da lei definito "smarginatura", che ebbe anni prima durante un capodanno in cui i Solara tirarono fuochi d'artificio, petardi e spararono sul balcone di Stefano Carracci, e confessa tutte le sue fragilità all'amica. Fortunatamente Enzo e Gennarino, ad Avellino al momento del terremoto, stanno bene nonostante proprio Avellino sia stata devastata dalle scosse; Elena torna a casa, che trova vuota perché Nino è scappato con Eleonora e figli, e si sente più sola che mai.
- Altri interpreti: Antonio Bonagura (signore con valigie), Claudio Cacciaglia (Gianni Greco), Michele Capone (commesso negozio Premaman), Giovanna Cappuccio (Pinuccia Carracci), Emanuela Caruso (Marisa Sarratore), Vittorio Catalini (figlio #2 Antonio), Luigi Credendino (Roberto, marito Carmen), Lucia D'Ambra (Carmen Peluso), Pina Di Gennaro (Melina Cappuccio), Sarah Falanga (Maria Carracci), Fabiana Fazio (Ada Cappuccio), Francesco Ferrante (Gennaro Carracci), Vittoria Giglio (figlia Marisa), Giovanni Iorizzo (figlio #2 Carmen), Demi Licata (Gigliola Spagnuolo), Aleksander Michal Madeja (figlio #3 Antonio), Giorgio Pinto (Stefano Carracci), Lucio Provenza (Peppe Greco), Dino Porzio (banconista Bar Solara), Massimiliano Rossi (Antonio Cappuccio), Gaetano Spagnuolo (portiere casa Eleonora), Dadal Suleiman (Rossella, ginecologa), Giovanni Testa (figlio Marisa), Eline Liliane A. Verminck (moglie Antonio), Valerio Vitone (figlio #1 Antonio), Chiara Zarrillo (figlia Ada).
- Ascolti Italia: telespettatori 3 200 000 – share 21,10%[4]

## La frattura
- Titolo inglese: The Break
- Diretto da: Laura Bispuri
- Scritto da: Elena Ferrante, Francesco Piccolo, Laura Paolucci e Saverio Costanzo

### Trama
Elena cerca di rimettere sulla retta via i fratelli Peppe e Gianni, finiti a spacciare droga nel rione per conto di Marcello Solara. Dopo un'ennesima discussione con Nino le si rompono le acque e si precipita da sola in ospedale, dove dà alla luce una femminuccia a cui dà lo stesso nome di sua madre, Immacolata. Il giorno successivo quest'ultima e Lila vanno a trovare la neo mamma a casa, ma l'anziana donna ha un'improvvisa emorragia e viene portata in ospedale d'urgenza dalla giovane e Nino, mentre Elena resta a casa con la piccola: la donna è arsa dalla gelosia e immagina scenari inesistenti intrinsechi di effusioni e sguardi complici fra il compagno e l'amica. In ospedale giunge Marcello, dopo essere stato allertato da Elisa, che vorrebbe portare la suocera in una clinica privata, iniziando a discutere animatamente con Lila e soprattutto con Nino, ma Elena è fortemente contraria. Nonostante l'avanzata gravidanza, Lila trascorre l'intera notte con Immacolata pur di non lasciarla sola.
- Altri interpreti: Ciro Cirillo (impiegato anagrafe), Fabiana Fazio (Ada Cappuccio), Lucio Provenza (Peppe Greco), Dalal Suleiman (Rossella), Marina Vitolo (Mina).
- Ascolti Italia: telespettatori 3 619 000 – share 18,84%[5]

## L'imbroglio
- Titolo inglese: The Cheat
- Diretto da: Laura Bispuri
- Scritto da: Elena Ferrante, Francesco Piccolo, Laura Paolucci e Saverio Costanzo

### Trama
Elena si fa accompagnare in ospedale da Alfonso, che parla con lei confidandole di aver sempre saputo, fin da bambino, di essere diverso, di avere gusti diversi, e di come la famiglia si vergognasse di lui quando giocava con le bambole della sorella o indossava i gioielli della madre. È fortemente grato a Lila che lo ha aiutato a capire chi fosse davvero, smettendo di ingannare sé stesso e gli altri e di come questo "nuovo" Alfonso dia fastidio ai Solara, soprattutto a Marcello, tanto da sentirsi minacciato proprio da loro a causa della sua omosessualità. Lila, restata con la piccola Imma a casa di Elena, inizia ad avere le contrazioni e, dopo un parto travagliato durante il quale insulta le ostetriche e chiede vanamente che le venga praticato il cesareo, dà alla luce la piccola Nunziatina, detta Tina. Intanto Immacolata, oramai in punto di morte, poco prima di spirare serenamente si assicura che Peppe e Gianni vadano a lavorare onestamente per Lila e che Marcello sposi Elisa, con disappunto di Elena che le fa notare come voglia salvare i fratelli da Marcello Solara ma non la sorella, costretta a maritarsi con lui. Tempo dopo Elena invita a cena l'editore suo e di Nino con la moglie, e gli promette che entro l'autunno di quell'anno (il 1982) scriverà un nuovo romanzo. La mattina dopo accompagna Dede ed Elsa a scuola e lascia la piccola Imma con la governante Silvana, ma più tardi, rientrata a casa, sorprende l'attempata donna e Nino in intimità. Sconvolta e disgustata, abbandona la casa e chiede a Lila ospitalità per lei e le bambine: l'amica, che era già stata informata per telefono da Sarratore, le confessa che l'uomo non ha mai smesso di correrle dietro, sia prima che soprattutto dopo il rientro di Elena a Napoli, e ancor peggio le è rimasto accanto solo per potersi riavvicinare a Lila. Lenù capisce che il Nino di cui era stata innamorata fin dall'infanzia non esiste più, anzi probabilmente non è mai esistito, e che quello attuale è la copia di Donato Sarratore: donnaiolo, traditore e bugiardo.
- Altri interpreti: Antonio Buonanno (Fernando Cerullo), Claudio Cacciaglia (Gianni Greco), Giovanna Cappuccio (Pinuccia Carracci), Emanuela Caruso (Marisa Sarratore), Vittorio Catalini (figlio #2 Antonio), Luigi Credendino (Roberto, marito Carmen), Daniela De Luca (Silvana), Lucia D'Ambra (Carmen Peluso), Pina Di Gennaro (Melina Cappuccio), Sarah Falanga (Maria Carracci), Fabiana Fazio (Ada Cappuccio), Francesco Ferrante (Gennaro Carracci), Giovanni Iorizzo (figlio #2 Carmen), Carol Lauro (donna auto), Demi Licata (Gigliola Spagnuolo), Aleksander Michal Madeja (figlio #3 Antonio), Giorgio Pinto (Stefano Carracci), Lucio Provenza (Peppe Greco), Massimo Rigo (Enrico, editore), Massimiliano Rossi (Antonio Cappuccio), Dalal Suleiman (Rossella, ginecologa), Maria Torres (Clara, moglie editore), Eline Liliana A. Verminck (moglie Antonio), Marina Vitolo (Mina, vicina casa via Tasso), Valerio Vitone (figlio #1 Antonio), Federico Zarobbi (figlio #1 Carmen).
- Ascolti Italia: telespettatori 3 190 000 – share 21,68%[5]

## Il ritorno
- Titolo inglese: The Return
- Diretto da: Laura Bispuri
- Scritto da: Elena Ferrante, Francesco Piccolo, Laura Paolucci e Saverio Costanzo

### Trama
Elena riceve la visita di Antonio Cappuccio il quale la informa dei numerosi tradimenti di Nino, spiegandole che anche Lila ne era al corrente ma non ha voluto dirglielo prima perché l'amica, troppo innamorata di Sarratore, avrebbe finito per perdonarglieli; per ripicca, ma anche memore della storia che ebbe con lui da adolescente, Elena lo seduce e passa con lui un'unica notte di passione. Subito dopo le telefona Nino e lo mette al corrente dell'accaduto; l'uomo scompare per qualche tempo e al suo ritorno a casa, Elena lo caccia e acquista l'appartamento sotto quello di Lila, accettando il suggerimento di quest'ultima di andare a vivere vicine e di aiutarsi a vicenda con le bambine. Pressata dal suo editore, a cui aveva promesso un romanzo entro l'autunno, la donna gli spedisce il manoscritto di un racconto che aveva scritto a Firenze e che non era piaciuto né alla suocera né a Lila. Il romanzo viene pubblicato e tradotto, e ha un insperato successo. Tornata nel rione, ha a che fare quotidianamente con le contraddizioni del luogo: anche l'amica sembra averne assimilato i comportamenti peggiori, arrivando a minacciare pesantemente un suo debitore di farlo percuotere da Antonio, che ormai lavora un po' per lei e un po' per i Solara, sporcandosi le mani. Qualche tempo dopo, Marcello Solara ed Elisa Greco convogliano finalmente a nozze: al pranzo nuziale si presenta Alfonso, che non era stato invitato, oltretutto vestito come Lila, e viene immediatamente cacciato. Il giorno successivo va al bar dei fratelli a chiedere perché non fosse stato invitato, visto che aveva lavorato per loro per anni, ma viene brutalmente picchiato da Michele; Lila impedisce a Enzo ed Elena di intervenire e suggerisce a quest'ultima che l'unico modo per colpire i Solara è la scrittura. Elena capisce che l'amica ha di nuovo iniziato a temere i due, soprattutto Michele che grazie a Marcello è riuscito a uscire dall'influenza di Lila. Il romanzo della donna intanto ha sempre più successo e dopo un'intervista per una rivista nazionale viene affrontata da Michele: l'uomo la accusa di aver infangato il rione e la sua gente, ed è convinto che Elena sia manovrata da Lila. Nell'articolo è presente anche una foto di lei con Tina, che viene scambiata per Imma: quest'ultima, che già soffre silenziosamente per l'apparente superiorità della figlia di Lila ma pure per l'assenza del padre, si isola ancora di più.
- Altri interpreti: Francesca Alice Antonini (fotografa Panorama), Raffaele Battaglia (figlio #3 Antonio), Enrico Bottone (figlio #1 Antonio), Claudio Cacciaglia (Gianni Greco), Giovanna Cappuccio (Pinuccia Carracci), Davide Cassella (figlio #2 Carmen), Luigi Credendino (Roberto, marito Carmen), Lucia D'Ambra (Carmen Peluso), Davide D'Angelo (figlio #1 Carmen), Francesco D'Avino (figlio grande Gigliola), Fabiana Fazio (Ada Cappuccio), Francesca Fiore (commessa negozio via Tasso), Alessio Galati (Gennaro Carracci), Aurora Grimaldi (Imma Sarratore), Demi Licata (Gigliola Spagnuolo), Cristian Manna (figlio # Antonio), Chiara Marino (Mirella), Maria Vittoria Miorin (Tina Scanno), Alessandro Pacifico Musto (figlio piccolo Gigliola), Dino Porzio (banconista Bar Solara), Lucio Provenza (Peppe Greco), Massimiliano Rossi (Antonio Cappuccio), Francesca Solombrino (Anna), Dalal Suleiman (Rossella, ginecologa), Eline Liliana A. Verminck (moglie Antonio).
- Ascolti Italia: telespettatori 3 125 000 – share 17,80%[6]

## L'indagine
- Titolo inglese: The Investigation
- Diretto da: Laura Bispuri
- Scritto da: Elena Ferrante, Francesco Piccolo, Laura Paolucci e Saverio Costanzo

### Trama
Mentre si trova fuori città per la promozione del suo libro, Elena riceve una telefonata da Enzo: Imma ha la polmonite. Lila la informa che Carmen Peluso, spinta dai Solara, intende sporgere querela contro di lei a causa dei contenuti del libro, ritenuti da ella diffamatori nei confronti della madre, e insiste affinché l'amica scriva, se non un altro romanzo, almeno un articolo di denuncia: Elena inizialmente rifiuta, ma dopo il rinvenimento del corpo di Alfonso, ucciso a percosse, accetta. Lila prende molto male la morte dello sfortunato Carracci, disperandosi e affrontando a muso duro Michele subito dopo il funerale, che per tutta risposta le sferra un manrovescio: l'uomo, per anni plagiato e manovrato da Lila tramite Alfonso, con la morte di quest'ultimo è tornato completamente in sé e né lui né il fratello temono più la ragazza, che a sua volta li minaccia di rovinarli, diffondendo alcuni fatti di cui lei è al corrente, anche se non viene presa sul serio da Michele, che le promette di toglierle tutto ciò che ha di più caro. Più tardi, Lila mostra a Elena una serie di documenti contabili dei Solara, a partire dal famigerato quaderno rosso dove la madre dei due fratelli segnava i suoi prestiti a usura, non spiegando come li abbia ottenuti. Le due scrivono a quattro mani un articolo, ma Elena è ancora dubbiosa sul pubblicarlo, nonostante anche l'editore la esorti a farlo: Lila la caccia dall'ufficio e spedisce l'articolo all'editore dell'amica a sua insaputa e con la sola firma di Elena che, furiosa, la affronta ma la giovane ancora una volta la calma e la convince della bontà delle sue azioni. L'articolo, pubblicato da L'Espresso, non ha però l'effetto sperato e nel quartiere apparentemente nulla cambia. Lila ed Enzo, intanto, scoprono che Gennarino si inietta eroina.
- Altri interpreti: Raffaele Battaglia e Enrico Bottone (figli Antonio), Alberto Brosio (giornalista), Luigi Credendino (Roberto, marito Carmen), Pina Di Gennaro (Melina Cappuccio), Lucia D'Ambra (Carmen Peluso), Fabiana Fazio (Ada Cappuccio), Alessio Galati (Gennaro Carracci), Aurora Grimaldi (Imma Sarratore), Adalgisa Manfrida (Doriana), Maria Vittoria Miorin (Tina Scanno), Giovanni Moschella (politico), Massimiliano Rossi (Antonio Cappuccio), Eline Liliana A. Verminck (moglie Antonio).
- Ascolti Italia: telespettatori 3 125 000 – share 17,80%[6]

## La scomparsa
- Titolo inglese: The Disappearance
- Diretto da: Laura Bispuri
- Scritto da: Elena Ferrante, Francesco Piccolo, Laura Paolucci e Saverio Costanzo

### Trama
Nino, che è stato eletto deputato, va a trovare Imma a Napoli e porta lei, Tina e le altre figlie di Elena a fare un giro al mercato rionale; quest'ultima raggiunge la comitiva, a cui si sono aggiunti Lila ed Enzo, e si rende conto che Tina non è con le altre bambine: la piccola è sparita nel nulla, le ricerche per tutto il rione sono vane, non arriva alcuna richiesta di riscatto e le indagini si arenano in poco tempo. Qualcosa si rompe dentro Lila, che reagisce al dolore con aggressività nei confronti di Enzo, di Elena e delle figlie di quest'ultima, che l'adoravano ma che adesso arrivano a definirla una cattiva madre e a rinfacciarle di aver perso Tina. I Solara offrono il loro aiuto ma Enzo li caccia in malo modo di casa accusandoli apertamente di aver rapito la piccola. A peggiorare ulteriormente le cose, Gennarino e Stefano rinvengono Rino, il fratello di Lila, morto per overdose all'interno di un vagone dismesso di un treno. La giovane inizia a trascurarsi, e a causa del suo comportamento viene evitata dagli abitanti del quartiere, come anni prima avveniva con la vedova "pazza" Melina Cappuccio; Elena, con infinita pazienza, capendo l'enorme dolore dell'amica le sta vicina nonostante continui a insultare lei e le figlie che al contempo protegge paranoicamente per paura che anche loro vengano rapite. Una mattina i fratelli Solara rimangono uccisi mentre vanno in chiesa con le rispettive famiglie; Elena, che era uscita a comprare degli antidolorifici per Lila, sentendo gli spari si avvicina e immagina che i gli assassini siano Pasquale e Nadia, terroristi e latitanti da anni.
- Altri interpreti: Havana Alfarano (donna intervista), Lucia D'Ambra (Carmen Peluso), Francesco D'Avino (figlio grande Gigliola), Alessio Galati (Gennaro Carracci), Aurora Grimaldi (Imma Sarratore), Demi Licata (Gigliola Spagnuolo), Flavio Massimo (giornalista TV), Maria Vittoria Miorin (Tina Scanno), Alessandro Pacifico Musto (figlio piccolo Gigliola), Giorgio Pinto (Stefano Carracci).
- Ascolti Italia: telespettatori 3 314 000 – share 17,02%[7]

## La restituzione
- Titolo inglese: The Restitution
- Diretto da: Laura Bispuri
- Scritto da: Elena Ferrante, Francesco Piccolo, Laura Paolucci e Saverio Costanzo

### Trama
È trascorso qualche anno. Lila è migliorata, ma il rapporto con Enzo è compromesso. Pasquale e Nadia vengono arrestati e iniziano a collaborare con la giustizia, ma della piccola Tina nulla si è più saputo; Elena chiede aiuto a Nino per Pasquale e lui le assicura il suo interesse istituzionale. Un giorno Gennarino, esasperato dalla madre, se ne va di casa; temendo che si sia portato dietro Dede, da sempre innamorata di lui, Elena scopre che invece ad andare via col ragazzo è la precoce Elsa, che così facendo ha tradito la fiducia della sorella e della madre, rubandole soldi e gioielli: i rapporti fra le due ragazzine, già tesi da anni, si rompono definitivamente. Disperata, Elena chiede a Lila di accompagnarla a cercare i due fuggiaschi, ma ad accompagnarla è Enzo, che le confida che lui e Lila stanno vendendo la Basic Sight e che a breve si trasferirà a Milano. Dopo aver fatto tappa a Bologna da un amico di Gennarino, Elena raggiunge Torino, dove la figlia minore si è rifugiata insieme al ragazzo dai nonni paterni. Dede annuncia alla madre che pur di non rivedere la sorella si trasferirà negli Stati Uniti dal padre, mentre Elsa rimane a Torino coi nonni per tutta l'estate con Gennarino, che al rientro va a vivere con la "zia" Lenù. Passano altri anni. Elsa si è diplomata e va anche lei negli Stati Uniti a studiare; Nino viene arrestato a causa dello scandalo di Mani pulite. Elena annuncia all'amica il suo imminente trasferimento a Torino: Lila, che distrutta dal dolore nel corso degli anni si è isolata da tutto e da tutti, frequentando solo il figlio, Imma ed Elena, confida a quest'ultima che è plausibile che abbiano rapito Tina poiché l'avevano scambiata per la figlia dell'amica, essendo apparse assieme nell'articolo di Panorama, pentendosi subito dopo, abbracciando a lungo Elena e dandole implicitamente l'addio.
2010. Dopo aver ricevuto la telefonata di Gennarino, in cui le annunciava la sparizione della madre, Elena inizia a scrivere la loro storia, infrangendo la promessa fatta a Lila anni prima. Qualche tempo dopo la donna rinviene un pacco anonimo nella cassetta della posta: vi trova le due bambole (Tina e Nu) che avevano gettato da bambine nello scantinato dello stabile di don Achille. Elena capisce che l'amica è viva, sta bene e che le vuole sempre bene, ma anche che non la vedrà mai più.
- Altri interpreti: Filippo Beltrami (Moreno), Maddalena Bignù (segretaria Nino Sarratore), Tyara Cascone (Imma bambina), Gaia Cuomo (Imma ragazza), Lucia D'Ambra (Carmen Peluso), Dominique Donnarumma (Elsa Airota), Bexzabec Gambini Flores (Tania), Alessio Galati (Gennaro Carracci), Titti Improta (speaker TG), Marco Martone (giornalista TG), Gabriele Vacis (Guido Airota).
- Ascolti Italia: telespettatori 2 814 000 – share 19,56%[7]